# Aphthona macarangae
Aphthona macarangae es una especie de  coleóptero de la familia Chrysomelidae. Fue descrita científicamente por primera vez en 2003 por Prathapan & Konstantinov.